# Carlo Emanuele Madruzzo
Carlo Emanuele Madruzzo (Issogne, 5 novembre 1599 – Trento, 15 dicembre 1658) è stato un vescovo cattolico italiano, principe vescovo di Trento dal 4 gennaio 1629 al 1658.

## Biografia

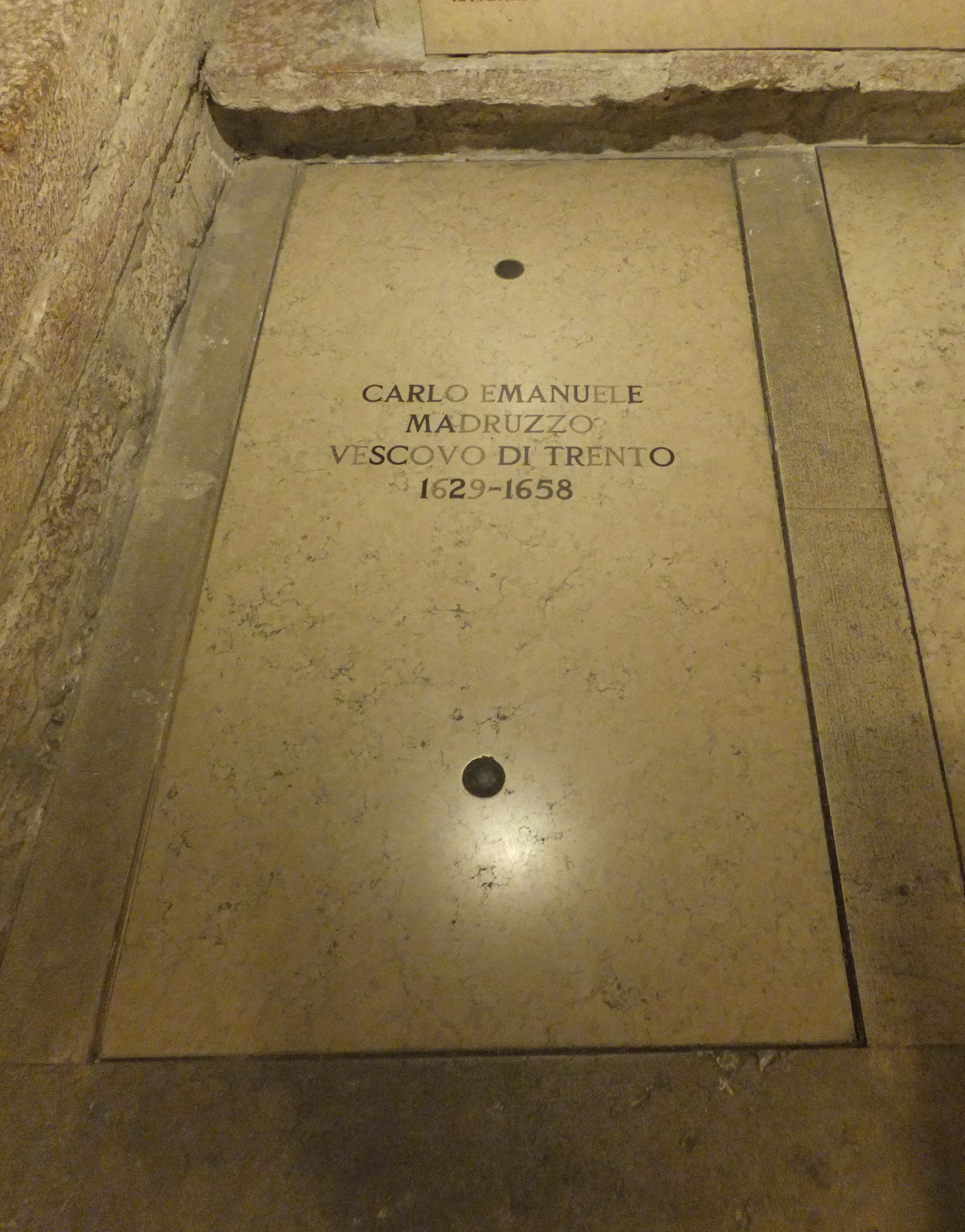
La tomba di Madruzzo nella basilica paleocristiana di San Vigilio

Figlio di Emmanuele Renato (Emmanuel René) 7º conte di Challant e di Filiberta (Philiberte) Seyssel de la Chambre, nato come Charles-Emmanuel de Madruce nel 1599 nel castello di Issogne, dalla nobile famiglia dei Madruzzo, in gioventù studiò grammatica e retorica a Monaco di Baviera e filosofia a Ingolstadt presso i gesuiti, distinguendosi per il carattere mite e pio. Successivamente si trasferì a Perugia per studiare legge e ivi rimase fino al 1619, quando venne richiamato a Trento ove fu assunto dallo zio cardinale Carlo Gaudenzio Madruzzo come coadiutore e successore.
Nel 1626 venne promosso al sacerdozio. Governò in periodo di crisi per la guerra dei Trent'anni e per le tensioni tra Impero e Papato. Fu il più discusso dei Madruzzo sia per la fuga durante la pestilenza del 1630 sia per il rapporto scandaloso con Claudia Particella, figlia di un suo consigliere.
Al fine di regolarizzare il rapporto con la nobildonna aveva a più riprese tentato di chiedere la dispensa papale in modo da sposare legittimamente Claudia: si dice che, infervorato per l'ennesimo rifiuto subito, prese a schiaffi Papa Alessandro VII. Fu un suo merito l'aver ottenuto nel 1648 la parziale autonomia del principato vescovile di Trento dall'Austria. Morì improvvisamente il 15 dicembre 1658.

## Letteratura
La storia della relazione tra il principe vescovo di Trento Carlo Emanuele Madruzzo e Claudia Particella fu il soggetto del romanzo storico L'amante del Cardinale scritto da Benito Mussolini nel 1910; uscì in 57 puntate non consecutive tra il 20 gennaio e l'11 maggio 1910 unite al giornale socialista Il Popolo di Trento, quotidiano diretto da Cesare Battisti.

## Genealogia episcopale e successione apostolica
La genealogia episcopale è:
- Arcivescovo Filippo Archinto
- Papa Pio IV
- Cardinale Giovanni Antonio Serbelloni
- Vescovo Giacomo Rovellio
- Cardinale Carlo Gaudenzio Madruzzo
- Vescovo Carlo Emanuele Madruzzo

La successione apostolica è:
- Vescovo Jesse Perchoffer (1648)